# Burg Wildeck (Abstatt)
Die Burg Wildeck, auch Schloss Wildeck genannt, ist eine Höhenburg in Abstatt im Landkreis Heilbronn in Baden-Württemberg. Die Burg wurde vermutlich im hohen Mittelalter von den Herren von Heinriet erbaut und kam 1492 an Ludwig, Stammvater der dritten Linie der Grafen von Löwenstein, die dort nachweislich schon im 16. Jahrhundert Weinbau betrieben. 1933 kam die Burg mit umgebenden Weinbergen an den württembergischen Staat. Seit 1940 befindet sich in der vielfach umgebauten Burg ein Versuchsgut der Weinbauschule in Weinsberg, die dort die Sorten Samtrot und Dornfelder züchtete.

## Lage
Die Spornburg liegt auf einem Bergsporn oberhalb von Abstatt am Rande der Löwensteiner Berge. Von der Burg bekommt man einen guten Überblick über Abstatt. Man sieht neben Abstatt auch die zu Abstatt gehörigen Orte Vohenlohe und Happenbach und die Nachbargemeinden Beilstein mit Söhlbach, Ilsfeld mit Auenstein und Helfenberg sowie Untergruppenbach mit Unterheinriet. Die Burgruine Helfenberg liegt nur etwa einen Kilometer entfernt.

## Geschichte

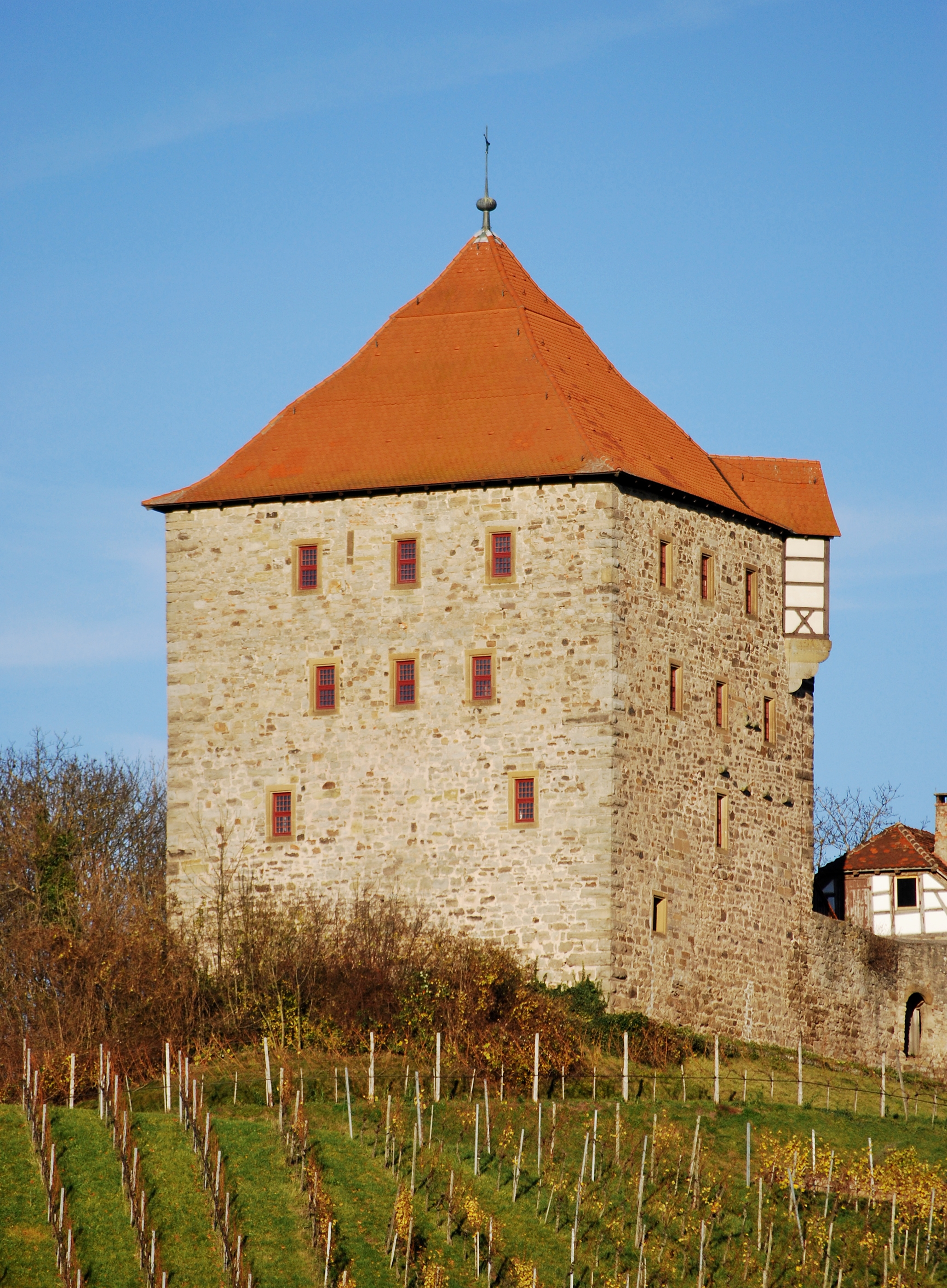
Turm von Burg Wildeck, 2010

Die Ursprünge der Burg liegen weitgehend im Dunkeln. Sie entstand während der späten Landausbauphase im Hochmittelalter. Über die frühe Besitzgeschichte gibt es keine Urkunden, doch nimmt man an, dass die Burg zwischen 1250 und 1330 als zweite Burg der Herren von Heinriet erbaut wurde und der Wildecker Nebenlinie dieser Niederadeligen als Wohnsitz diente. Zwischen 1336 und 1364 wurde Abstatt von Heinriet abgetrennt und blieb einziger Sitz der Heinrieter. Über den letzten männlichen Nachkommen des Geschlechts, Philipp von Heinriet († 1462), kam die Burg 1450 an dessen Schwiegersohn Peter Harrant von Hohenberg († 1490), fiel nach dessen Tod an den Lehnsherrn zurück und wurde an Wilhelm von Neipperg verliehen, der Burg Wildeck und das Dorf Abstatt 1492 an Ludwig, Sohn Friedrichs des Siegreichen und ab 1494 Graf zu Löwenstein, verkaufte. 1504 ging die Lehnshoheit von Baden an Württemberg über, das die Herrschaft Wildeck 1510 wieder den Grafen von Löwenstein zu Lehen gab, denen jedoch künftig nur die wirtschaftliche Nutzung verblieb, während Abstatt und Wildeck unter die Hoheit des württembergischen Amtes Beilstein gestellt wurden. Mit Württemberg kam die Burg im frühen 16. Jahrhundert kurzzeitig unter österreichische Verwaltung. 1525 wurde Burg Wildeck im Bauernkrieg zerstört, gemäß einer Bauinschrift von 1533 in jenem Jahr wohl wiederaufgebaut. In den Wirren des Dreißigjährigen Krieges kam Abstatt mit Burg Wildeck 1622 nach der Schlacht bei Wimpfen an Anton Wolfradt, später mit Helfenberg an den Möckmühler Obristen Peter Pflaumer. Nach dem Westfälischen Frieden von 1648 kam die Burg 1653 über einen gerichtlich geregelten Rückkauf an Graf Carl zu Löwenstein.
Aufgrund der klimatisch günstigen Höhenlage spielte der Weinbau bereits im 16. Jahrhundert eine bedeutende Rolle auf den umliegenden zugehörigen Höhenlagen und in der Burg. 1589 werden 16 Morgen, 1653 28 Morgen Rebflächen genannt. An einigen guten fürstlichen Lagen hatte auch die geistliche Verwaltung Anteil. Die hochwertigste dort angebaute Sorte jener Zeit war wohl der Muskateller, der 1653 ausdrücklich erwähnt wird.
Bei der Neuordnung Südwestdeutschlands infolge der Rheinbundakte von 1806 wurde die Herrschaft Wildeck aufgehoben. Die Burg mit Weinbergen und Ländereien blieb im Privatbesitz des Hauses Löwenstein-Wertheim und wurde Sitz eines Revierförsters, während die Verwaltung der Anlage und der Ländereien vom Löwensteinschen Rentamt in Abstatt aus erfolgte. 
Karl Erbprinz zu Löwenstein-Wertheim-Rosenberg veräußerte im Juli 1932 das Forstrevier Abstatt und das Weingut Wildeck an den jüdischen Kaufmann Salman Schocken, dem durch das Fideikommissgericht in Stuttgart der Kauf jedoch versagt wurde, so dass im Juli 1933 der württembergische Staat die Anlage erwarb.
Die Weinbauschule in Weinsberg bemühte sich mehrere Jahre um das Weingut, erhielt es zum 1. August 1939 zugewiesen und begann schließlich im Jahr 1940 mit dem Wiederaufbau eines Weinguts auf den vorhandenen Flächen. Der Erwerb der restlichen teils stark parzellierten Weinbauflächen in Privathand um die Burg zog sich bis 1972 hin.

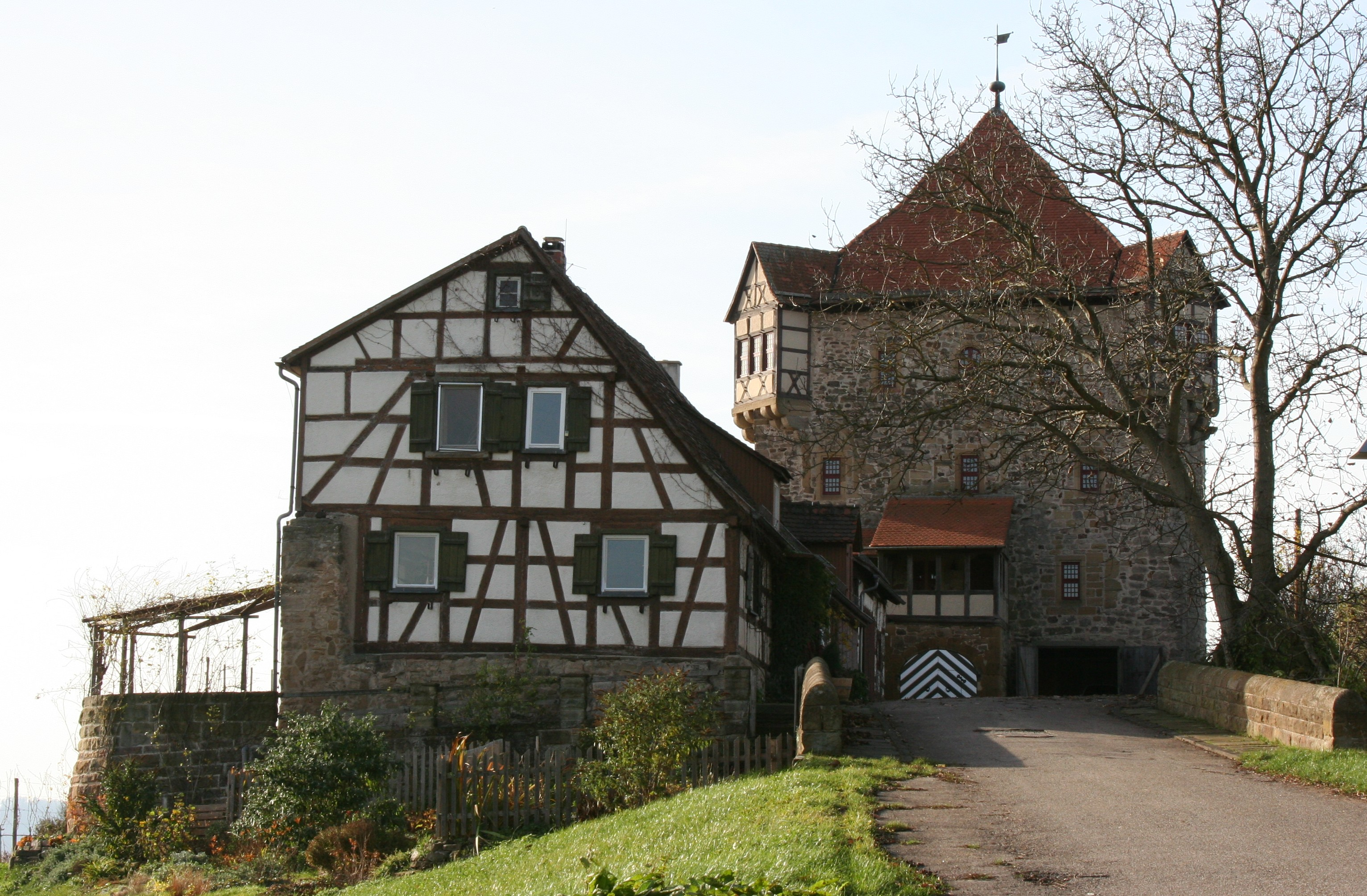
Zufahrt zur Anlage

Im Zweiten Weltkrieg wurde die Burg durch Artilleriebeschuss beschädigt. Lange Zeit hatten die Burggebäude lediglich Notdächer, die heutigen Baulichkeiten der Burg sind das Ergebnis jüngerer Baumaßnahmen. Die Schulungsräume in den Obergeschossen des im Zweiten Weltkrieg besonders beschädigten Turms wurden erst 1995 eingerichtet. Alte Wirtschaftsgebäude aus dem 19. und frühen 20. Jahrhundert wie Brunnenhaus, Kelteranbau am Turm, Kelterhaus, Tagelöhnerhaus und andere wurden abgerissen, eine neue Maschinenhalle wurde errichtet. Auch das Gelände um die Burg wurde im 20. Jahrhundert mehrfach verändert; sowohl durch Straßenbauten als auch durch die Anlage von Stauseen bzw. der Verfüllung von Senken mit dem Aushub der Seen. Dadurch ebnete man das Weinberggelände 1954 stellenweise ein. 1982 erwarb der Staat auch die dort dadurch neu entstandenen Weinbauflächen. 
Das Versuchsgut in Wildeck hatte bedeutenden Anteil an der Entwicklung der Rebsorten Samtrot und Dornfelder. Seit 1992 bewirtschaftet man das Versuchsgut nach Richtlinien des ökologischen Weinbaus. 1996 betrug die Betriebsfläche insgesamt 21,1 Hektar, wovon 8,6 Hektar auf Ertragsrebfläche, der Rest auf Junganlage, Brache, Wiesen, Wasserflächen sowie Gebäude und Wege entfielen. Etwa ein Viertel der Fläche wurde von Riesling eingenommen, weitere bedeutende Anteile hatten Samtrot, Müller-Thurgau, Spätburgunder, Weißburgunder und Grauburgunder.